# Drew Crawford
Andrew Eugene Crawford, detto Drew (Naperville, 18 ottobre 1990), è un cestista statunitense, professionista in NBDL e in Europa che gioca come guardia o ala piccola.

## Biografia
È il figlio dell'ex arbitro NBA Dan Crawford.

## Carriera
Nella stagione 2018-19 si accasa alla Vanoli Cremona, dove vince in premio come MVP della ventesima edizione della Final Eight di Coppa Italia e della regular season del campionato italiano.
Il 27 gennaio 2020 il Gaziantep annuncia la risoluzione del contratto annuale firmato in estate, poco dopo l'Olimpia Milano annuncia l'accordo con il giocatore sino al termine della stagione  dove disputerà le gare di Eurolega. Il 5 luglio del 2020 firma un contratto biennale con il Basket Brescia Leonessa. Il 19 luglio 2021 rescinde con Brescia, per firmare nello stesso giorno, con Andorra.
Il 29 agosto 2022 firma per la stagione 2022-23 con l' Aquila Basket Trento.

## Palmarès

### Squadra
- Coppa Italia: 1

Cremona: 2019

### Individuale
- MVP Coppa Italia Serie A: 1

Cremona: 2019
- MVP Regular Season Serie A: 1

Cremona: 2018-19